# Daucus muricatus
Daucus muricatus là một loài thực vật có hoa trong họ Hoa tán. Loài này được (L.) L. mô tả khoa học đầu tiên năm 1762.